# Jerzy Ciechański
Jerzy Wojciech Ciechański – polski politolog i urzędnik, doktor habilitowany nauk społecznych, adiunkt na Wydziale Nauk Politycznych i Studiów Międzynarodowych Uniwersytetu Warszawskiego (dawniej ISM UW).

## Życiorys
Ukończył studia magisterskie na Wydziale Prawa i Administracji Uniwersytetu Warszawskiego, a następnie uzyskał doktorat z nauk politycznych na Uniwersytecie Północnego Illinois w Stanach Zjednoczonych. W 2003 dołączył do kadry naukowo-dydaktycznej ISM UW. 29 listopada 2017 uzyskał habilitację na podstawie dorobku naukowego oraz rozprawy Czynnik biologiczny w stosunkach międzynarodowych.
Specjalizuje się w teorii stosunków międzynarodowych oraz kwestiach organizacji międzynarodowych.
Równolegle do działalności naukowej, pracuje w Ministerstwie Pracy, gdzie w stopniu radcy ministra m.in. reprezentuje Polskę w Komitecie Spójności Społecznej, Godności Człowieka i Równości Rady Europy oraz przed Międzynarodową Organizacją Pracy.